# Vodní nádrž Landštejn
Vodní nádrž Landštejn är en reservoar i Tjeckien.   Den ligger i regionen Södra Böhmen, i den centrala delen av landet, 130 km söder om huvudstaden Prag. Vodní nádrž Landštejn ligger 570 meter över havet. Arean är 0,23 kvadratkilometer. I omgivningarna runt Vodní nádrž Landštejn växer i huvudsak blandskog. Den sträcker sig 0,9 kilometer i nord-sydlig riktning, och 0,4 kilometer i öst-västlig riktning.